# Yūta Furukawa
Yūta Furukawa (古川 雄大 Furukawa Yūta?,  Takayama, Prefectura de Nagano, Japón, 9 de julio de 1987) es un actor, modelo y cantante japonés. Como actor, Furukawa es representado por Ken-On, mientras que como cantante lo es por Shinko Music Records.

## Biografía
Furukawa nació el 9 de julio de 1987 en el pequeño poblado de Takayama, prefectura de Nagano. Estudió danza y baile desde muy temprana edad, entre los que se destacan jazz y ballet. Antes de su debut, solía trabajar como bailarín en Tokyo DisneySea. Comenzó su carrera participando en concursos de baile y debutó como actor en 2007, interpretando a Kirikaze en la adaptación a serie de televisión del manga Fūma no Kojirō. En los años siguientes, continuó apareciendo en diversas películas y series de televisión como Kizumomo (2008, rol principal junto a Tōru Baba), Bokura wa Ano Sora no Shita de (2009), Shinsengumi: Peace Maker (2010), Ishi no Furu Oka (2011), Ai Ore! Love Me! (2012) y Iyana Onna (2016), entre otros. Entre 2008 y 2010, Furukawa también apareció en tres series web; Renai Yakusoku, Liar Game: Episode Zero y MARIA age18-20. En 2009, le dio voz al personaje de Velvet en el anime Kotatsu Neko, siendo este su debut como seiyū.
Furukawa también es conocido por sus roles de Shusuke Fuji en los musicales de The Prince of Tennis (como miembro de la cuarta generación) y Sebastian Michaelis en los musicales de Kuroshitsuji, papel que desempeña desde 2015. Furukawa reemplazó al actor Yūya Matsushita, quien había interpretado a Sebastian desde el primer musical en 2009. Furukawa repitió su papel como Sebastian en otros dos musicales en 2016 y 2017, respectivamente. 
Hasta 2017, Furukawa estuvo afiliado con la agencia Sense Up. Tras abandonar la agencia, trabajó un tiempo como artista independiente. Desde el 1 de abril de 2018, pertenece a la agencia Ken-On y a la compañía discográfica Shinko Music Records.

## Filmografía

### Televisión
| Año  | Título                               | Papel                | Notas     |
| ---- | ------------------------------------ | -------------------- | --------- |
| 2007 | Fūma no Kojirō                       | Kirikaze             | Rol debut |
| 2010 | Shinsengumi: Peace Maker             | Ichimura Tatsunosuke |           |
| 2010 | Yankee-kun to Megane-chan            | Nagasaki             | ep. 9-10  |
| 2012 | Akane Sasu: Shinkokon Koi Monogatari | Hitoshi / Ryōji      |           |
| 2018 | Downtown Rocket 2                    | Hiroshi Yoshii       |           |
| 2020 | Yell                                 | Kiyoshi Mitarai      |           |

### Películas
| Año  | Título                                                               | Papel                                | Notas     |
| ---- | -------------------------------------------------------------------- | ------------------------------------ | --------- |
| 2008 | Axion                                                                | Shō                                  |           |
| 2008 | Kizumomo                                                             | Masaya Saito / Hayato Yasui          |           |
| 2009 | 2Steps!                                                              | Takumi Yūki                          | Principal |
| 2009 | Fujoshi Kanojo                                                       | Kōji Seno                            |           |
| 2009 | Bokura wa Ano Sora no Shita de                                       | Hiroki Kanzaki                       | Principal |
| 2009 | Sho no Michi                                                         | Jun Shiratori                        |           |
| 2010 | Saikō de Damena Otoko Tsukiji-hen                                    | Mochi Tajima                         |           |
| 2010 | Kamen Rider × Kamen Rider × Kamen Rider The Movie: Cho-Den-O Trilogy | Reiji Kurosaki / Kamen Rider G Den-O |           |
| 2010 | Beck                                                                 | Yoshito Morozumi                     |           |
| 2011 | Ishi no Furu Oka                                                     | Gaishi Tsumura                       | Principal |
| 2011 | Thanatos                                                             | Miyamoto                             |           |
| 2012 | Ai Ore! Love Me!                                                     | Ran Nikaido                          |           |
| 2013 | work shop                                                            | MC                                   | Principal |
| 2015 | Black Film                                                           | Takuya Ogawa                         |           |
| 2016 | Iyana Onna                                                           | Shunsuke Ota                         |           |

### Series web
| Año  | Título                  | Papel             | Notas |
| ---- | ----------------------- | ----------------- | ----- |
| 2008 | Renai Yakusoku          | Kenji Otake       |       |
| 2009 | Liar Game: Episode Zero | Shin'ichi Akiyama |       |
| 2010 | MARIA age18-20          | Aoi Yoshikawa     |       |

### Anime
| Año  | Título       | Papel  | Notas |
| ---- | ------------ | ------ | ----- |
| 2009 | Kotatsu Neko | Velvet |       |

## Discografía

### Álbumes
| Año  | Título          | Lanzamiento           | Lista de canciones |
| ---- | --------------- | --------------------- | --- |
| 2008 | Color Variation | 28 de octubre de 2008 | 1. All Day Long -acoustic version 2. All Day Long 3. hERO 4. end roll 5. "I" 6. Hana 7. Vow 8. Yasashi-sa o 9. SUNDAY 10. Song for 11. Unnoticed Love 12. rainbow 13. Nichinichi Kusa 14. Wonderful Days 15. Unnoticed Love -acoustic version |
| 2018 | F coat          | 21 de febrero de 2018 | 1. Opening ~ F coat ~ 2. Ai Wo Sutete 3. Qp 4. Monochrome 5. Unnoticed Love 6. I Know 7. I'm a Dreamer 8. Katachino Nai Mono 9. Sunday 10. Catch Me 11. With You                                                                              |

### Miniálbumes
| Año  | Título          | Lanzamiento             | Lista de canciones |
| ---- | --------------- | ----------------------- | --- |
| 2008 | Pastel Graffiti | 29 de octubre de 2008   | 1. Starting Days 2. One Night 3. Stay Green 4. First Story 5. Smile or Smile 6. Kizuna                                           |
| 2010 | Summer Vacation | 25 de agosto de 2010    | 1. origin of MIRACLE 2. Moeyo Taiyō 3. Dō natten no? 4. Katachi no Nai Mono 5. Bokura no Kioku 6. I KNOW 7. Sora Hana (Himawari) |
| 2013 | Reading Book    | 25 de diciembre de 2013 | 1. Reading Book 2. Kanashimi no Colorful 3. Catch Me 4. Heartless 5. Ano Shunkan 6. With You                                     |

### Best álbum
| Año  | Título                                        | Lanzamiento          | Lista de canciones |
| ---- | --------------------------------------------- | -------------------- | --- |
| 2014 | Yuta Furukawa BEST 2008-2014                  | 8 de octubre de 2014 | 1. First Story 2. Kizuna 3. SUNDAY 4. end roll 5. Vow 6. Dō natten no? 7. Sora Hana 8. Kimi no Tonari de 9. messenger 10. Hello my friend 11. Kanashimi no Colorful 12. With You 13. Triangle 14. Song for 15. I KNOW                                        |
| 2014 | Yuta Furukawa BEST 2008-2014 ~Your Selection~ | 8 de octubre de 2014 | 1. Starting Days 2. SUNDAY 3. Unnoticed Love 4. "I" 5. Nichinichi Kusa 6. Kakono Sora, Mirai no Boku 7. Katachi no Nai Mono 8. qp 9. Kimi no Tonari de 10. Anata no Toriko 11. Reading Book 12. Catch Me 13. Heartless 14. I'm a dreamer 15. Don't look back |

### Sencillos
| Año  | Título                      | Lanzamiento          | Lista de canciones |
| ---- | --------------------------- | -------------------- | --- |
| 2009 | Sunday                      | 1 de abril de 2009   | 1. SUNDAY 2. Unnoticed Love 3. SUNDAY (Inst) 4. Unnoticed Love (Inst)                                                                      |
| 2009 | "I"                         | 26 de agosto de 2009 | 1. "I" 2. Nichinichi Kusa 3. Boku no Sora 4. "I" (Inst) 5. Nichinichi Kusa (Inst)                                                          |
| 2010 | Kako no Sora, Mirai no Boku | 27 de enero de 2010  | 1. Kako no Sora, Mirai no Boku 2. monochrome 3. Burning Question 4. Kimi no Koe 5. Kako no Sora, Mirai no Boku (Inst) 6. monochrome (Inst) |
| 2015 | Love me                     | 19 de agosto de 2015 | 1. Love me 2. SUNDAY (Acoustic trio ver.) 3. hERO (Acoustic trio ver.)                                                                     |